# Vaiskonjärvi (Jukkasjärvi socken, Lappland, 753720-177313)
Vaiskonjärvi är en sjö i Kiruna kommun i Lappland och ingår i Torneälvens huvudavrinningsområde.